# Инцидент с MD-83 в Виндзор-Локсе
Инцидент с MD-83 в Виндзор-Локсе — авиационная авария, произошедшая ночью 12 ноября 1995 года. Авиалайнер McDonnell Douglas MD-83 авиакомпании American Airlines выполнял плановый внутренний рейс AA 1572 по маршруту Чикаго — Виндзор-Локс, но во время захода на посадку в пункте назначения врезался в деревья и повредил антенну курсо-глиссадной системы (ILS) аэропорта назначения. Никто из находившихся на борту 78 человек (73 пассажира и пять членов экипажа) не погиб; один пассажир получил лёгкие ранения. 
Проведённое расследование показало, что причиной инцидента стали как ошибки экипажа, так и ошибки авиадиспетчера.

## Сведения о рейсе 1572

### Самолёт
McDonnell Douglas MD-83 (регистрационный номер N566AA, заводской 49348, серийный 1374) был выпущен в 1987 году; первый полёт совершил 27 апреля, а 15 июня того же года был передан авиакомпании American Airlines. Был оснащён двумя турбореактивными двигателями Pratt & Whitney JT8D-219. На день аварии налетал 27 628 часов.

### Экипаж
Состав экипажа рейса AA 1572:
- Командир воздушного судна (КВС) — 39-летний Кеннет Ли (англ. Kenneth Lee). Опытный пилот, в авиакомпании American Airlines проработал 10 лет и 7 месяцев (с 11 апреля 1985 года). Управлял самолётом McDonnell Douglas DC-9. В должности командира McDonnell Douglas MD-83 — с 22 августа 1991 года (до этого управлял им в качестве второго пилота). Налетал свыше 8000 часов, 4230 из них на MD-83 (1514 из них в качестве КВС)[5].
- Второй пилот — 38-летний Джон Ричардс (англ. John Richards). Опытный пилот, в авиакомпании American Airlines проработал 6 лет и 5 месяцев (с 24 мая 1989 года). В должности второго пилота McDonnell Douglas MD-83 — с 21 августа 1990 года. Налетал свыше 5100 часов, 2281 из них — на MD-83[6].

В салоне самолёта работали три бортпроводника.

## Хронология событий
Изначально рейс AA 1572 должен был вылететь из аэропорта О'Хара (Чикаго, штат Иллинойс) в 21:25, однако вылет был задержан, и в итоге лайнер вылетел в 23:05 EST. Вскоре после взлёта экипажу сообщили о погодных условиях в Виндзор-Локсе, а также предупредили о том, что они приближаются к зоне турбулентности. Самолёт летел на эшелоне FL330 (10 050 метров), и пилоты запросили набор высоты до эшелона FL350 (10 650 метров), чтобы избежать турбулентности.
Во время захода на посадку в аэропорту Брэдли (Виндзор-Локс, штат Коннектикут) пилоты получили два сообщения о плохой погоде; сообщения были получены в 00:30 и 00:31 соответственно. В 00:32 пилотам была отдана команда начать снижение до эшелона FL190 (5800 метров), а ещё через минуту — до эшелона FL110 (3350 метров). Экипаж настроил автопилот и начал заход на посадку на ВПП № 15 по VOR. Лайнер снизился до высоты в 1220 метров.
Когда рейс 1572 был на высоте 1000 метров, закрылки были выпущены на 11°. В 00:51 угол закрылок был увеличен до 40°, также были выпущены шасси. В 00:51:44 самолёт начал снижение до 600 метров, оно в этот момент сопровождалось умеренной турбулентностью и очень сильным дождём.
Второй пилот начал искать визуальные ориентиры и взлётную полосу, после чего посмотрел на высотомер. Обнаружив, что они спускаются ниже глиссады, он в 00:55:26 сообщил об этом командиру, который убрал шасси и быстро настроил автопилот на сохранение текущей высоты и прекращение снижения. Через 4 секунды (в 00:55:30) был зафиксирован первый удар о кроны деревьев и в кабине экипажа зазвучал сигнал GPWS, однако лайнер продолжал лететь. КВС сообщил об уходе на второй круг и дал двигателям полный газ, самолёт смог набрать высоту, но сразу после этого двигатель № 1 (левый) отказал, а двигатель № 2 (правый) не давал достаточную тягу для продолжения полёта. Воздушная скорость начала падать и лайнер снова начал медленно снижаться. Закрылки были выпущены на 15°.
Когда самолёт почти долетел до торца взлётно-посадочной полосы, были выпущены шасси, а угол закрылок был вновь изменён на 40°. У торца ВПП рейс AA 1572 снова задел дерево и разрушил почти всю курсо-глиссадную систему (ILS), затем жёстко приземлился до торца взлётной полосы № 15 и вскоре остановился. Началась эвакуация пассажиров.
Никто из находившихся на борту 78 человек серьёзно не пострадал; в момент посадки один пассажир получил лёгкие ранения.

## Расследование
Расследование причин аварии рейса AA 1572 проводил Национальный совет по безопасности на транспорте (NTSB).
Окончательный отчёт расследования был опубликован 13 ноября 1996 года, в нём были названы следующее причины аварии:
- экипаж не выдерживал минимальную высоту полёта во время захода на посадку до того, как второй пилот увидел визуальные ориентиры,
- авиадиспетчеры не сообщили экипажу о его текущей высоте полёта, и пилоты не узнали, что их автопилот был настроен неправильно,
- экипаж не запросил подробную информацию о текущей высоте полёта.

## Последствия аварии

### Повреждения самолёта и курсо-глиссадной системы
У борта N566AA были повреждены оба двигателя, общий ущерб был оценён в 9 млн долларов. Кроме того, в результате аварии была повреждена антенна ILS аэропорта Брэдли, ущерб составил 74 620 долларов.
Лайнер был успешно отремонтирован и продолжил эксплуатироваться авиакомпанией American Airlines. В августе 2017 года был поставлен на хранение.

### Номер рейса
Номер рейса Чикаго — Виндзор-Локс после аварии был изменён; по состоянию на 2023 год это AA 2689, и по нему летает Boeing 737-800. Номер рейса AA 1572 по состоянию на 2023 год используется на маршруте Майами — Торонто, его выполняет Airbus A319.

## Культурные аспекты
В 1999 году в США вышел документальный спектакль (вербатим) «Чарли Виктор Ромео» (англ. Charlie Victor Romeo, CVR; создатели и режиссёры — Роберт Бергер, Патрик Дэниелс и Ирвинг Грегори), состоящий из шести сцен авиационных инцидентов и аварий; все тексты, произносимые актёрами во время действия, были взяты из расшифровки переговоров членов экипажа между собой и с наземными службами. Позже по заказу Пентагона спектакль был записан для использования в учебных целях. Начинался спектакль как раз со сцены, посвящённой инциденту с MD-83 в Виндзор-Локсе. В 2012 году пьеса была экранизирована (режиссёры — Роберт Бергер и Карлин Майклсон).
Кроме того, об инциденте с MD-83 рассказывается в вышедшей в 2022 году серии «Крушение под кронами» (англ. Tree Strike Terror) 22-го сезона канадского документального телесериала «Расследования авиакатастроф».